# Virgilio Polara
Virgilio Polara (Modica, 7 luglio 1887 – Messina, 25 agosto 1974) è stato un fisico italiano.

## Biografia
Allievo della Scuola Normale Superiore di Pisa dal 1904, si laureò in fisica nel 1908 con Angelo Battelli, di cui poi ne fu assistente volontario fino al 1911 quando, conseguita la libera docenza nel 1912, divenne ordinario di fisica sperimentale all'Università di Catania fino al 1925, allorché passò, come tale, all'Università di Messina, dove diresse pure il locale Osservatorio Geofisico.
Si occupò soprattutto di elettricità, magnetismo, struttura della materia e chimica fisica con relative applicazioni, nonché scrisse, molti dei quali in collaborazione con Laureto Tieri, apprezzati testi di fisica sia universitari che per le scuole superiori. 

## Opere
- Fisica per gli studenti di medicina, farmacia e scienze naturali, Tipografia Succ. Fratelli Fusi, Catania, 1911.
- Nozioni di termodinamica generale e di termotecnica, C. Coletta, Messina, 1926.
- Testo di fisica sperimentale (con Laureto Tieri), 2 voll., F. Perrella Editore, Roma, 1932 (con successive edizioni).
- L'atomo e il suo nucleo, F. Perrella Editore, Roma, 1949.
- Raccolta di esercizi di fisica (con Laureto Tieri), F. Perrella Editore, Roma, 1952.